# Svenska Kanotförbundet
Svenska Kanotförbundet är ett svenskt specialidrottsförbund för kanotsport. Förbundet bildades 1904 och valdes in i Riksidrottsförbundet samma år. Förbundets kansli ligger i Nyköping.
2004 firades 100-årsjubileum i Stockholms Stadshus med många inbjudna gäster, däribland den störste svenska kanotisten genom tiderna, Gert Fredriksson. En minnesmedalj med avbildning av Fredriksson gavs till alla gäster vid jubileet och förbundets jubileumsbok presenterades.
Förbundets förste generalsekreterare var Eskil Tidén. Två andra trotjänare i ämbetet var Erik Zeidlitz och Anders Danielsson.

## Ordförande
- Fritiof Santesson (1904–1921), svensk delegat vid bildandet av det första internationella kanotförbundet, Internationella Representantskapet for Kanotidrott (IRK)
- Sven Thorell (1921–1933), svensk delegat vid bildandet av det första internationella kanotförbundet, Internationella Representantskapet for Kanotidrott (IRK)
- Jonas Asschier (1933–1949 samt även ordförande i Internationella Kanotförbundet, ICF, några år under samma tid)
- Erik Helsvik (1949–1957)
- Gunnar Hedberg (1957–1965)
- Lasse Bennbäck (1965–1970)
- Anders Lindstedt (1970–1981)
- Kaj Sandell (1981–1983)
- Anders Lindstedt (1983–1984)
- Ebbe Carlsson (1984–1992)
- Pelle Lindberg (1992–1997)
- Per Sjöhult (1997–2001)
- Mikael Peterson (2001–2006)
- Kent-Åke Lundberg (2006–2012)
- Margareta Karlsson[1]
- Nils Johansson (2012– )